# 유극동물
유극동물(Scalidophora)은 해양 위체강 무척추동물 분류군의 일종으로, 동문동물문, 새예동물문, 동갑동물문의 3개 문으로 구성되어 있다. 이 세 동물은 공통적으로 네 가지의 특징 – 키틴질의 큐티클, 극열(棘列, scalid) 배열, 꽃모양의 미부 감각기(flosculi), 그리고 안쪽으로 끌어 넣는 두 개의 환 - 을 공유하고 있다. 이들과 가장 가까운 분류군은 범절지동물과 선형동물 그리고 유선형동물이며, 이들과 함께 탈피동물상문을 형성한다. 캄브리아기 중기의 멸종 화석으로 알려져 있는 마르쿠엘리아속(Markuelia)에 속하는 2종은 유극동물의 선조로 간주하고 있다.
이 분류군은 또한 3개의 강(綱)으로 이루어진 하나의 단일한 분류군 두문동물(頭吻動物, Cephalorhyncha)으로 간주하기도 한다.